# Municipio de Ciudad de la Costa
El Municipio de Ciudad de la Costa  es uno de los municipios del departamento de Canelones, Uruguay. Tiene como sede a la ciudad homónima. Es parte de la microrregión 5 del departamento, constituyendo el municipio más poblado del mismo.

## Ubicación
El municipio se encuentra localizado en la zona sur del departamento de Canelones, formando parte del Área Metropolitana de Montevideo. Limita al norte con el municipio de Pando; al este con el de Salinas; al sur con el Río de la Plata; al suroeste con el municipio de Paso Carrasco; y al noroeste con el municipio de Nicolich.

## Características
El municipio fue creado por ley 18.653 del 15 de marzo de 2010, y forma parte del departamento de Canelones. Su territorio comprende a los distritos electorales CMF, CMI y CMJ de ese departamento.
Según la intendencia de Canelones, el municipio cuenta con una población de 90.490 habitantes, lo que representa el 15.7% de la población departamental.
Dentro del municipio está comprendida gran parte de la Ciudad de la Costa, exceptuando la zona de Barra de Carrasco y el Parque Roosevelt.

## Autoridades
Las autoridades del municipio son el alcalde y cuatro concejales.
Alcaldes según período:
| Alcalde                  | Mandato                 | Mandato                 | Partido       | Partido       |
| Alcalde                  | Inicio                  | Fin                     | Partido       | Partido       |
| ------------------------ | ----------------------- | ----------------------- | ------------- | ------------- |
| Omar Rodríguez           | 9 de julio de 2010      | 9 de julio de 2015      |               | Frente Amplio |
| Mario Lopez Assandri     | julio de 2015           | 27 de noviembre de 2020 | Frente Amplio |               |
| Sonia Valentina Misirian | 27 de noviembre de 2020 | 12 de julio de 2025     | Frente Amplio |               |
| Julieta Matilla          | 12 de julio de 2025     | en el cargo             | Frente Amplio |               |

Concejales según período:
| Período   | Concejales        | Partido político | Partido político |
| 2010-2015 | ?                 |                  |                  |
| 2010-2015 | ?                 |                  |                  |
| 2010-2015 | ?                 |                  |                  |
| 2010-2015 | ?                 |                  |                  |
| 2015-2020 | Estela Pérez      |                  | Frente Amplio    |
| 2015-2020 | Leonardo Ferreira |                  | Frente Amplio    |
| 2015-2020 | Beatriz Balparda  |                  | Partido Nacional |
| 2015-2020 | José E. Estefan   |                  | Partido Nacional |
| 2020-2025 | Álvaro Pevere     |                  | Frente Amplio    |
| 2020-2025 | Ángel Rojas       |                  | Frente Amplio    |
| 2020-2025 | Javier Lagarreta  |                  | Frente Amplio    |
| 2020-2025 | Beatriz Balparda  |                  | Partido Nacional |
| 2025-2030 | ?                 |                  |                  |
| 2025-2030 | ?                 |                  |                  |
| 2025-2030 | ?                 |                  |                  |
| 2025-2030 | ?                 |                  |                  |